# Für dich (Lied)
Für dich ist ein Lied der deutschen Pop-Sängerin Yvonne Catterfeld und die vierte Singleauskopplung aus ihrem Debütalbum Meine Welt aus dem Jahre 2003. Der von Dieter Bohlen produzierte Song schaffte es in Deutschland, Österreich und in der Schweiz an die Chartspitze. Das Lied verkaufte sich mehr als 250.000-mal.

## Entstehung
Catterfeld war mit ihren ersten zwei Singles Komm zurück zu mir und Niemand sonst nur unter ihrem Nachnamen aufgetreten und Gefühle wurde schließlich als Yvonne Catterfeld veröffentlicht. Im Mai 2003 wurde Für dich als vierte und letzte Single des Debütalbums veröffentlicht. Für dich wurde zur kommerziell erfolgreichsten Single in Yvonne Catterfelds bisheriger Karriere.
Dieter Bohlen produzierte den Titel. Der Text stammt von Klaus Hirschburger, Lukas Hilbert und Dieter Bohlen. Robert Bröllochs leitete die Regie beim Videodreh. Es entstand per Bluescreen-Technik. Bohlen äußerte, das Lied für Juliette Schoppmann geschrieben zu haben. Catterfeld hingegen behauptet, dass der Song erst mit ihr produziert wurde, wobei die Melodie schon vorhanden gewesen sein soll. „So, wie Für dich ist, ist es für mich gemacht. Es ist mein Song!“ sagte Yvonne Catterfeld am 22. Juli 2003 gegenüber rp-online.de. Schoppmann soll abgelehnt haben, das Lied am 8. März 2003, dem Finaltag der ersten Staffel von Deutschland sucht den Superstar zu singen. Jedoch behauptete Schoppmann 2012 in der Fernsehsendung Das Supertalent, sie selbst habe das Lied nicht abgelehnt, zumal es ihr nie angeboten worden sei. Der damalige DSDS-Juror Thomas Stein gab in einem Interview zu verstehen, dass der Song auch nicht für Juliette Schoppmann gedacht war. Das Lied wäre schon vor dem DSDS-Finale 2003 für die RTL-Serie Gute Zeiten, schlechte Zeiten von Catterfeld eingesungen worden. Seit Mai 2017 gibt es das Lied auch in einer von Juliette Schoppmann eingesungenen neuen Version, die in der RTL-Sendung Dieter Bohlen – Die Mega-Show erstmals von ihr vorgetragen wurde.

## Chartplatzierungen
| ChartsChartplatzierungen | Höchstplatzierung | Wochen |
| ------------------------ | ----------------- | ------ |
| Deutschland (GfK)        | 1 (26 Wo.)        | 26     |
| Österreich (Ö3)          | 1 (28 Wo.)        | 28     |
| Schweiz (IFPI)           | 1 (19 Wo.)        | 19     |

## Auszeichnungen für Musikverkäufe
Goldene Schallplatte
- Österreich
  - 2003: für die Single Für dich
- Schweiz
  - 2003: für die Single Für dich

Platin-Schallplatte
- Deutschland
  - 2003: für die Single Für dich